# Claudio Massimo
Claudio Massimo (in latino Claudius Maximus; II secolo – prima del 161) è stato un politico e filosofo romano, tra i maestri e i collaboratori dell'imperatore romano Marco Aurelio.
Stoico è ricordato nei Colloqui con sé stesso dall'imperatore, e fu console nel 144, e poi governatore della Pannonia superiore e proconsole in Africa. Non ci sono giunte sue opere, tuttavia, egli viene menzionato in alcune opere prestigiose della letteratura classica.

## Biografia
Probabilmente nato intorno al 101 d.C., fu console nel 144. Ricoprì la carica di governatore della Pannonia superiore negli anni 150-154, e proconsole d'Africa nel 158. Durante il proconsolato agì come giudice nel processo in cui Apuleio cercò di discolparsi dall'accusa di magia. La Historia Augusta cita Claudio Massimo come uno dei maestri stoici dell'imperatore romano, Marco Aurelio. E quest'ultimo cita la sua malattia e morte, insieme alla moglie, Secunda, nei suoi Colloqui con sé stesso. Se fu la malattia a provocarne la morte, egli dev'essere morto prima del 161.

### Dove viene ricordato
Colloqui con sé stesso
Nel primo libro dei Colloqui con sé stesso, Marco Aurelio ricorda tutte le persone che ebbero su di lui una forte e benevola influenza. Viene menzionato un certo Massimo, ultimo tra gli insegnanti di Marco e a cui è dedicata una delle più lunghe descrizioni del primo libro. Sembra che i primi insegnamenti di Massimo a Marco siano avvenuti durante il principato di Antonino Pio. Marco sostiene di aver appreso da Massimo tra le tante virtù quella dell'autocontrollo, dell'onestà, della gravità di carattere e della gentilezza. Egli descrive Massimo come un saggio perfetto.
Più tardi, nei Colloqui, Marco, quando riflette sulla sofferenza e sulla morte ricorda come Massimo abbia sopportato la malattia e la morte di sua moglie, senza lamentarsi. Egli prende questo come un modello di buon comportamento.
Apologia
Nell'Apologia, Apuleio, autore de Le metamorfosi, l'unico esempio di romanzo romano, dove tenta di difendersi contro l'accusa di magia, facendo appello al giudice che egli identifica come Claudio Massimo. Secondo Apuleio, Massimo era un uomo pio che evitò ogni ostentazione di ricchezza e che era intimamente legato alle opere di Platone e Aristotele. Apuleio fa anche riferimento alla severità della filosofia di vita del suo giudice, attribuibile allo stoicismo. Anche se si intuisce che Apuleio stia chiaramente cercando di adulare il suo giudice, almeno alcune delle sue considerazioni erano probabilmente vere, visto che poi fu assolto.
Historia Augusta
La Historia Augusta menziona Claudio Massimo una sola volta, nella "vita di Marco Aurelio". Scrive che egli fu un insegnante dell'imperatore Marco e che era un filosofo stoico. È da questa informazione che si è potuto capire che il Claudio Massimo dell'Apologia era lo stesso dei colloqui con se stesso. Da ciò si è avuta conferma del fatto che fosse uno stoico. E sebbene la Historia Augusta sia conosciuta per le sue informazioni poco accurate, Pierre Hadot ritiene che non vi siano dubbi su questa parte della "vita di Marco", poiché caratterizza con precisione altri filosofi di cui al medesimo paragrafo.